# Nolina durangensis
Nolina durangensis ist eine Pflanzenart der Gattung Nolina in der Familie der Spargelgewächse (Asparagaceae). Ein englischer Trivialname ist „Creamy-Green Flowers Beargrass“.

## Beschreibung
Nolina durangensis wächst stammlos und ist rhizomatös. Die variablen, grasähnlichen, grünen bis gelbfarbenen, auf den Boden herabfallenden Laubblätter sind 40 bis 80 cm lang und 7 bis 11 mm breit. Die Blattränder sind gezahnt.
Der Blütenstand wird 0,4 bis 1,4 m hoch mit zahlreichen langen Verzweigungen. Die grünen bis cremefarbenen Blüten sind 1,7 bis 2,5 mm lang und breit. Die Blühperiode liegt im Mai.
Die in der Reife holzigen Kapselfrüchte sind 7 bis 10 mm im Durchmesser. Die kugelförmigen Samen sind 3 mm im Durchmesser.

## Verbreitung und Systematik
Nolina durangensis ist in Mexiko im Bundesstaat Durango verbreitet. Sie ist vergesellschaftet mit Dasylirion durangense.
Nolina durangensis, ein weiterer Vertreter der Sektion Microcarpae, ist selten und zurzeit kaum bekannt. Charakteristisch ist der oberhalb der Blätter beginnende Blütenstand mit den langen Verzweigungen.
Die Erstbeschreibung erfolgte 1911 durch William Trelease.

## Nachweise